# Henri Michel (Fußballspieler)
Henri Michel (* 28. Oktober 1947 in Aix-en-Provence; † 24. April 2018 ebenda) war ein französischer Fußballspieler und -trainer.

## Karriere als Spieler

### Im Verein
Michel, der aus der AS Aix hervorgegangen war, begann seine Profikarriere 1966 beim FC Nantes, dem der Mittelfeldspieler, der später auch auf der Liberoposition spielte, bis zu seinem Karriereende 1982 treu blieb und mit dem er dreimal französischer Meister (1973, 1977 und 1980) sowie einmal Pokalsieger (1979) wurde. Er gewann 1972/73 die Étoile d’Or als beständigster Spieler in Frankreichs Division 1. Mit 532 Erstligaeinsätzen gehört er zu den Rekordspielern Frankreichs.

### In der Nationalelf
Zwischen September 1967 und Oktober 1980 wurde er 58-mal in die französische Fußballnationalmannschaft berufen; dabei erzielte er vier Tore und war in zehn Spielen Mannschaftskapitän. In den 1970er Jahren war er der große Mittelfeldstratege, der mit den Bleus an der Fußball-Weltmeisterschaft 1978 in Argentinien teilnahm, als neben ihm bereits der junge Michel Platini zeigen konnte, dass er sein Nachfolger sein würde.

## Trainertätigkeit
Nach Beendigung seiner aktiven Laufbahn 1982 wurde er Assistent des französischen Nationaltrainers Michel Hidalgo und 1984, nach dem Gewinn der Europameisterschaft durch die Équipe Tricolore, dessen Nachfolger. Vor dem ersten Länderspiel der von ihm betreuten A-Nationalmannschaft hatte Michel als Hauptverantwortlicher für die Olympiamannschaft in Los Angeles die Goldmedaille gewonnen. Mit der A-Nationalmannschaft qualifizierte er sich für die Weltmeisterschaft 1986 in Mexiko und wurde hier Dritter. Weniger erfolgreich verlief dagegen die Qualifikation zur Europameisterschaft 1988 in Deutschland, und nach nur zwei Spielen in der Qualifikation für die Weltmeisterschaft 1990 trat er von seinem Amt zurück. Sein Nachfolger wurde, diesmal als Trainer, erneut Michel Platini.
Als Vereinstrainer versuchte er sich nur einmal in der Saison 1990/91 bei Paris Saint-Germain, wo er auf Tomislav Ivić folgte. Als Nationaltrainer Kameruns nahm er an der Fußball-Weltmeisterschaft 1994 in den USA teil und als Nationaltrainer Marokkos an der Weltmeisterschaft 1998 in Frankreich. Von 2004 bis 2006 war Henri Michel der Nationaltrainer der Elfenbeinküste, mit der er sich für die Weltmeisterschaft 2006 in Deutschland qualifizieren konnte. Damit nahm die Elfenbeinküste erstmals an einer WM-Endrunde teil – für Henri Michel hingegen war es bereits die fünfte Teilnahme mit vier verschiedenen Nationalmannschaften. Nach dem Ausscheiden in der Vorrunde endete sein Vertrag als Nationaltrainer der Elfenbeinküste. Zu Beginn der Saison 2006/07 wurde er Cheftrainer von Al-Arabi in Katar. Im August 2007 übernahm er erneut die Nationalmannschaft Marokkos, mit der er im November des Jahres beim 2:2 im Stade de France gegen die Équipe tricolore einen Achtungserfolg errang; dennoch löste ihn im Sommer 2008 Roger Lemerre in dieser Funktion ab. Dies war seine bis dahin letzte Station als Nationaltrainer. Insgesamt betreute er bis zu diesem Zeitpunkt in 160 Spielen die Nationalmannschaften von sechs verschiedenen Ländern und stand damit auf Rang 9 der Nationaltrainer mit mindestens 100 Länderspielen.
Ende August 2009 unterschrieb er einen Ein-Jahres-Vertrag beim ägyptischen Erstligisten Al Zamalek. Allerdings wurde er Ende November 2009 nach vier Ligaspiel-Niederlagen nacheinander wieder entlassen. Zuletzt war er Nationaltrainer der Nationalmannschaft Äquatorialguineas. Von diesem Amt trat er im Dezember 2011 zurück. Ende August 2012 wurde er als Nationaltrainer Kenias benannt, beendete seine Tätigkeit aber bereits im Dezember wieder, da „er sich mit dem Verband FKF nicht auf einen Vertrag einigen konnte“.
Bei insgesamt 176 A-Länderspielen dieser Nationalmannschaften war er der verantwortliche Trainer. Damit belegt er im internationalen „Hunderterclub“ einen Platz unter den 20 Besten seines Faches.

## Privatleben
Michel war mit einer Libanesin verheiratet. Er lebte in Beirut und in Aix-en-Provence.